# دیمین لوئیس
دیمین لوئیس (انگلیسی: Damian Lewis؛ زاده ۱۱ فوریهٔ ۱۹۷۱) یک هنرپیشه اهل بریتانیا است. وی از سال ۱۹۹۳ میلادی تاکنون مشغول فعالیت بوده‌ است.
او در سال ۲۰۰۷ با هلن مک‌کروری که در فیلم هری پاتر ایقای نقش کرده بود ازدواج کرد و دارای دو فرزند از وی می‌باشد.

## فیلم‌شناسی
از فیلم‌ها یا برنامه‌های تلویزیونی که وی در آن نقش داشته‌است می‌توان به میهن، یک زندگی ناتمام، به دنبال رؤیا، والاحضرت، رنگ‌هراسی، شهبانوی بیابان، کین، قلب‌ها و استخوان‌ها، مینی‌سریال جوخه برادران (در نقش دیک وینترز) و میلیاردها اشاره کرد.